# Los Sims Móvil
Los Sims Móvil es un videojuego de simulación social y de vida. Es la tercera entrega de la franquicia para el sistema operativo Android, después de Los Sims 3 (Android) y Los Sims FreePlay. Este videojuego fue lanzado por EA sin mucha publicidad, siendo una total sorpresa para los fanáticos. Fue anunciado el 9 de marzo del 2017 en un tráiler. El juego se lanzó primeramente en Brasil y Argentina como una prueba, pero unos años después fue lanzado para el resto del mundo.
El juego fue publicado por Aptoide el mes de su lanzamiento, por lo que muchos usuarios pudieron descargarlo sin necesidad de su lanzamiento original.

## Sistema de juego
El juego cuenta con un sistema de juego muy similar a lo que se ha visto en otras entregas de la franquicia, en especial con Los Sims FreePlay, incluye un sistema de creación de sims pequeño, por los momentos, en el que se puede crear un sim con posibilidades similares a la de Los Sims 3, pero más pequeñas, en cuanto a libertad, pero se puede modificar el cuerpo al estilo que uno desee, incluyendo la musculatura o tipo de pecho y otros. En cuanto a ropa, cuenta con una pequeña variedad de atuendos, entre los cuales se puede elegir: Sombreros, parte superior, parte inferior, calzado, accesorios (zarcillos y lentes), pudiendo elegir entre una ruleta de colores básicos. Cuenta con un sistema de rasgos al igual que otras entregas, pero diferentes a los que habían habitualmente, los cuales se pueden desbloquear por niveles. En cuanto a las acciones que realizan los sims, es muy similar a Los Sims FreePlay, donde se debe dar al botón de finalizado para que el sim termine la acción, también puede optarse por acelerarla con simoleones. A diferencia de su predecesor, este juego cuenta con horas sim (un minuto por hora), en lugar de horas reales, e incluye varias interacciones de Los Sims 4, aún por desarrollarse.

## Vida en el barrio
El juego transcurre en un barrio, con sims conocidos en anteriores franquicias, se tiene un mapa estático donde existen las zonas en las que se divide, las cuales se desbloquean por nivel, también. Al igual que en las demás entregas, se interactúa con los demás personajes (precreados) llamados Sims.

## Recepción
El juego cuenta con más 50 millones de descargas únicamente en Google Play.
En App Store (tienda para dispositivos de Apple), el juego recibió una puntuación de 4.7/5 basada en 573 mil reseñas.
En Google Play (tienda para dispositivos Android), esta puntuación es de 4.4/5 estrellas en base a 1,498 millones de comentarios.
En el sitio web de críticas Metacritic, recibió una puntuación de 73/100, y 3.9/10 por parte del público.